# Hornbach (Walldürn)
Hornbach ist ein Stadtteil von Walldürn im Neckar-Odenwald-Kreis, Baden-Württemberg. Der Ort besteht aus Großhornbach und Kleinhornbach.

## Geografische Lage
Hornbach liegt im östlichen Odenwald auf der Hochfläche zwischen den Tälern von Morre und Eiderbach, etwa 5,5 Kilometer westlich der Kernstadt. Großhornbach ist ein unregelmäßiges Straßendorf, Kleinhornbach ist ein lockerer Weiler etwa 750 m nordwestlich davon. Im Distrikt Bandholz bei Kleinhornbach liegt mit 471 m ü. NHN die höchste Erhebung Walldürns. Der Naturpark Neckartal-Odenwald erstreckt sich auch über Teile der Gemarkung.

## Geschichte

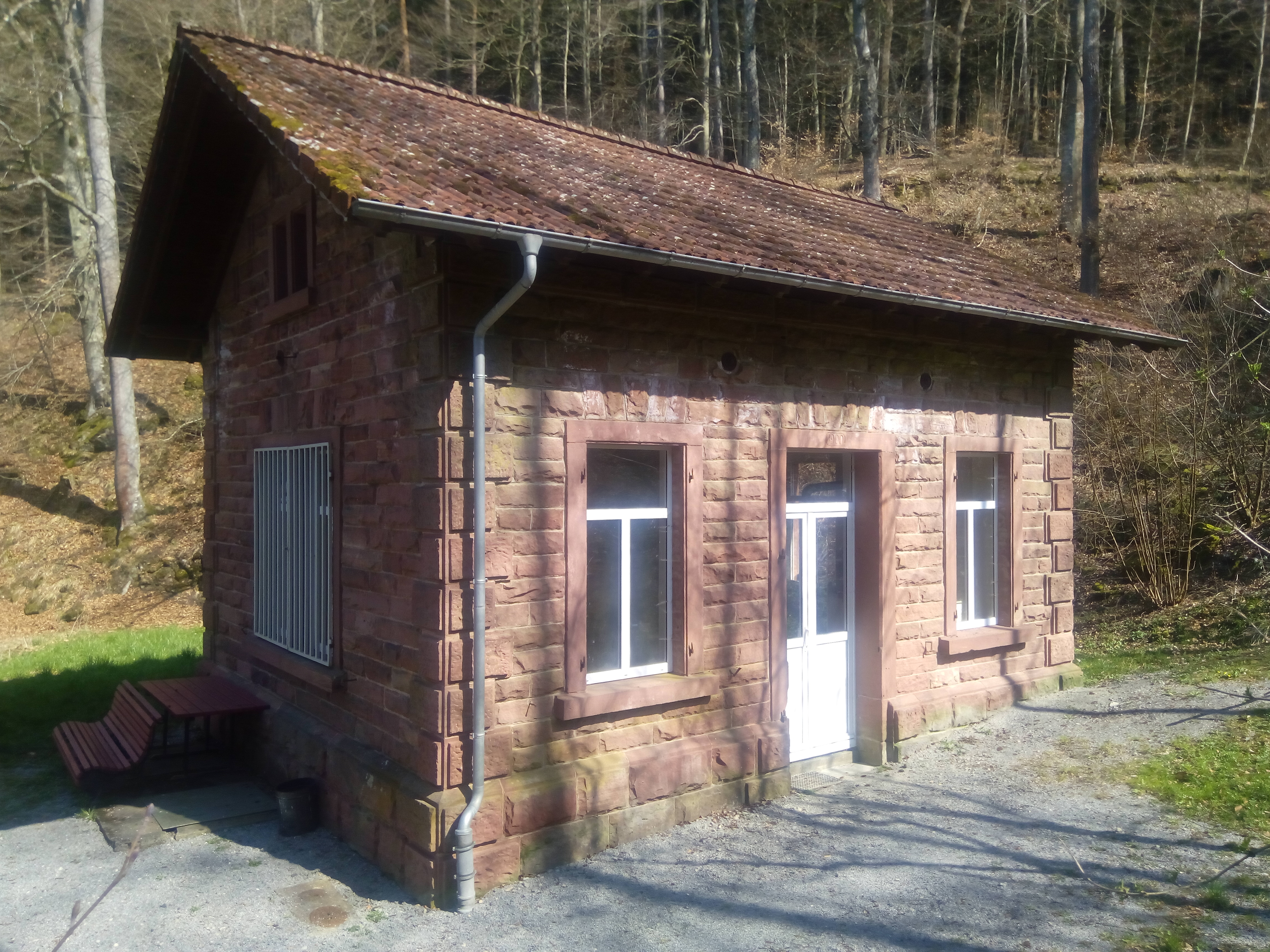
Historische Pumpstation

Die Rodungssiedlung Hornbach wurde 1340 erstmals als „Hornbuch“ erwähnt. Es sind in der Folge mehrere Schreibweisen bekannt, wie „Zu den zweyn Hornbach“, „Großen und cleyn Hornbach“ und „In czwen Hornbach“. Der Name entstand aus „horawin“ (sumpfig) und „buoch“ (Buchenwald).
Bis 1803 gehörte Hornbach zum Hochstift Würzburg und dem Amt Rippberg. Im Rahmen der Säkularisation gelangte es zum Fürstentum Leiningen, 1806 zum Großherzogtum Baden.

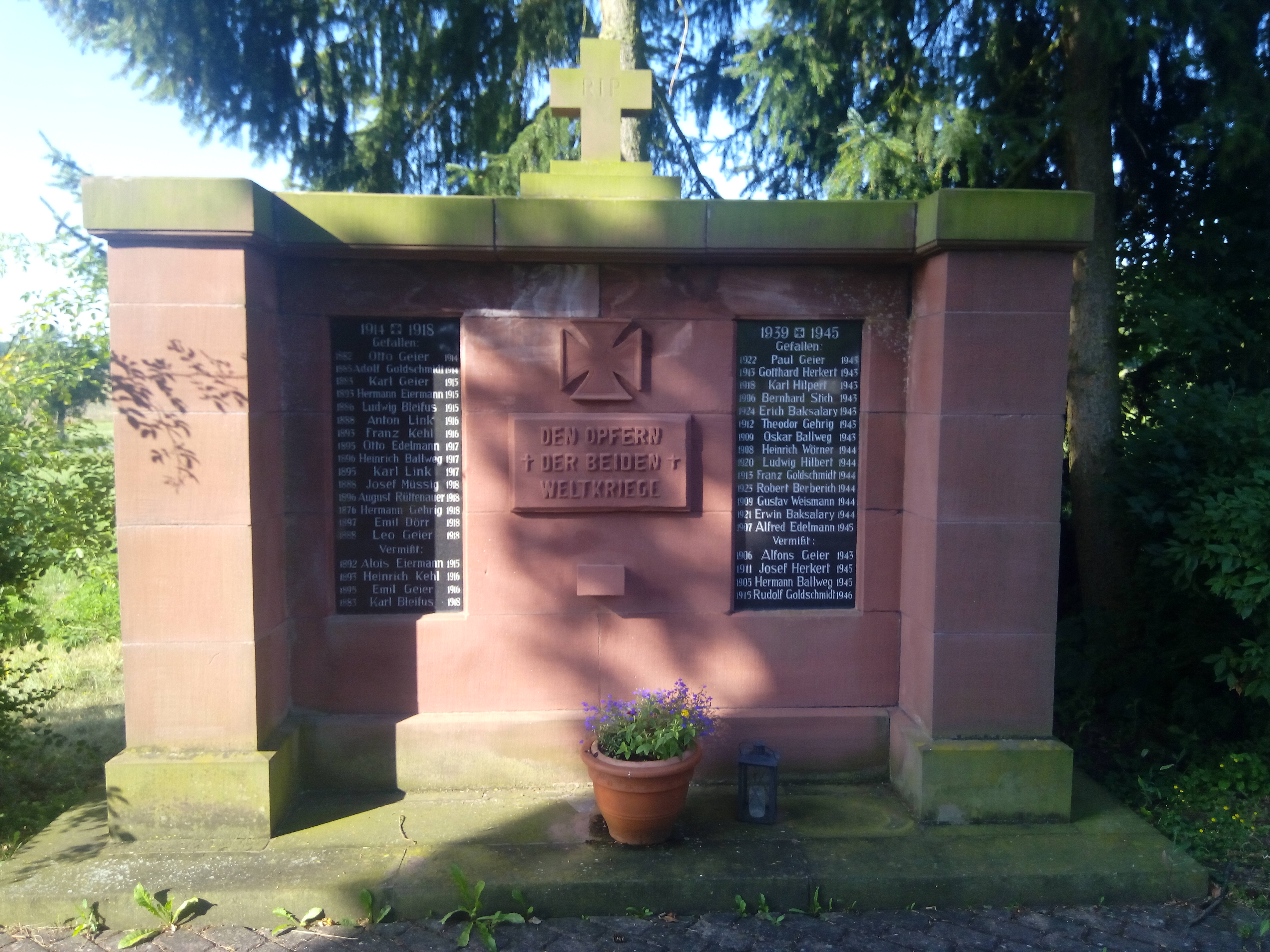
Kriegerdenkmal in Großhornbach

1935 wurden Groß- und Kleinhornbach zu einer Gemeinde vereinigt. Zum 1. Januar 1975 erfolgte die Eingemeindung nach Walldürn. Hornbach bildet mit Rippberg eine gemeinsame Ortschaft.
Kirchlich gehörte Hornbach anfangs zu Buchen, ab 1340 zur neu errichteten Pfarrei Hainstadt und ab 1594 zu der dann selbständigen Pfarrei Rippberg.

## Ehemaliges Wappen
1958 erteilte das Innenministerium ein Wappen, das auf einem Vorschlag des Generallandesarchivs von 1908 beruht. „In Silber (Weiß) über blauem Wellenschildfuß ein grüner Boden, darauf eine grüne Buche mit schwarzem Stamm.“ Das Wappen erlosch am 1. Januar 1975 mit der Eingemeindung nach Walldürn.

## Wirtschaft
Hornbach ist ein überwiegend landwirtschaftlich geprägter Ort mit noch etwa 10 Landwirten, die eine Fläche von rund 500 ha Ackerland bewirtschaften.